# Феофано (императрица Византии)
Феофано (греч. Θεοφανώ; X век) — византийская императрица, супруга двух императоров Романа II Молодого (959—963) и Никифора II Фоки (963—969). Мать императора Василия II Болгаробойцы (976—1025), его брата Константина VIII (1025—1028) и Анны, выданной замуж за великого князя Киевского Владимира Святославича.

## Биография
Будущая царица родилась в Лаконии. По словам Льва Диакона, она — «наиболее прекрасная, обольстительная и утончённая женщина своего времени, одинаково выделявшаяся своей красотой, способностями, честолюбием и порочностью». Феофано была дочерью константинопольского шинкаря. Первоначально носила имя Анастасо. Она увлекла молодого наследника престола, Романа, лишившегося своей малолетней номинальной супруги Берты; овладев его сердцем, Феофано достигла царского престола.
После смерти отца Романа, Константина Багрянородного, Феофано заставила Романа изгнать из дворца его сестёр, образованных царевен, и заключить их в монастырские стены. Мать Романа, царица Елена, ненадолго пережила это горе. Преданный удовольствиям Роман царствовал недолго; по-видимому, ещё при жизни его Феофано завязала отношения с полководцем Никифором Фокой, и старый воин поддался её чарам. По смерти Романа Феофано была провозглашена регентшей при своих малолетних сыновьях, но вскоре престолом овладел Никифор. Никифор, соблюдая благоразумное целомудрие, приказал синкеллу Антонию Студиту перевести Феофано из императорского дворца во дворец во Влахернах. Однако 20 сентября, отбросив притворство, женился на Феофано.
Против сурового и нелюдимого Никифора через 6 лет образовался заговор, во главе которого стала Феофано и её любовник, сподвижник Никифора, Иоанн Цимисхий. Никифор был зверски убит, Цимисхий овладел престолом. Но Феофано ошиблась в своём сообщнике, который немедленно изгнал её из дворца по требованию патриарха Полиевкта, возмущённого их преступлением; Феофано была сослана на голый остров Проти, откуда она могла видеть свои прежние чертоги. Когда ей удалось бежать и скрыться за стенами собора Святой Софии, её, мать малолетних императоров, вытащили из собора силой и отправили в отдалённый армянский монастырь; оттуда она была возвращена во дворец лишь по смерти Цимисхия, в 976 году.
Она была похоронена в церкви Святых апостолов, рядом с двумя своими царственными супругами.

## В культуре
Феофано (под именем Феофании) является одним из главных персонажей произведения Николая Полевого «Иоанн Цимисхий» (1838—1841).
Феофано - одна из главных персонажей в книге Луиджи Малерба "Греческий огонь".

## Память
Премия императрицы Феофано, присуждаемая Фондом императрицы Феофано, базирующимся в Салониках, "награждает отдельных лиц или организации, которые вносят выдающийся вклад в преодоление исторического многообразия Европы".
По случаю празднования тысячелетней годовщины ее смерти было организовано множество мероприятий в Германии и Нидерландах.